# Esfoliação
Na geologia, esfoliação é a desagregação de rochas, a partir de suas isotermas ou linhas de maior fraqueza. 
Na fase inicial as rochas adquirem o formato poliédrico, assumindo a seguir o formato arredondado, descascando de forma concêntrica, lembrando o descamamento de uma cebola. O termo "esfoliação esferoidal"[carece de fontes?] caracteriza melhor este fenômeno que ocorre em rochas de estrutura maciça e granulação uniforme.